# 에스알
주식회사 에스알은 대한민국의 SRT 고속철도 운영사로 국토교통부를 1대 주주(최대주주)로 한국철도공사를 2대 주주로 두고 있다. 본사 사옥은 서울특별시 강남구 수서동 SRT 수서역 북쪽 수서6단지 옆의 희림빌딩에 위치한다.

## 연혁
- 2013년 12월 27일: 수서고속철도주식회사(水西高速鐵道株式會社) 법인설립등기 및 사업면허 취득
- 2014년 1월 10일: 출범식[1]
- 2014년 3월 18일: 현대로템과 SRT 10편성 구매 계약 체결
- 2014년 4월 16일: 한국철도시설공단과 업무협약 체결
- 2014년 6월 11일: 사명을 수서고속철도주식회사(水西高速鐵道株式會社)에서 주식회사 에스알(株式會社 SR)로 변경
- 2014년 6월 19일: 한국철도공사와 업무협약 체결
- 2014년 7월 1일: 한국철도협회 가입
- 2015년 7월 10일: 아시아나항공과 업무협약 체결
- 2015년 8월 17일: 본사를 서울특별시 강남구 수서동으로 이전
- 2016년 2월 1일: SRT로 열차명칭 선정
- 2016년 12월 9일: SRT 개통
- 2018년 2월 6일: 기타공공기관 지정
- 2019년 2월 11일: 준시장형 공기업 지정
- 2023년 7월 10일 : 경전선, 동해선, 전라선 시운전
- 2023년 9월 1일 : 경전선, 동해선, 전라선으로 SRT 운행 확대
- 2024년 3월 30일: ● 수도권 광역급행철도 A노선 수서 ~ 동탄 운영 및 유지보수
- 2024년 6월 29일 : CI·BI 통합

## 수상
2021년: 2021 한국의 최고경영대상(고객만족경영 부문)

## 운영 노선
- 수서평택고속선: 수서역 - 동탄역 - 평택지제역
- ● 수도권 광역급행철도 A노선: 수서역 - 성남역 - 구성역 - 동탄역

## 운행 노선
- 수서평택고속선 직결 운행
  - 경부고속선: 수서역 - 부산역
  - 호남고속선: 수서역 - 목포역
  - 전라선: 수서역 - 여수EXPO역
  - 동해선: 수서역 - 포항역
  - 경전선: 수서역 - 진주역

## 차량
- KTX-산천과 동일한 열차로 운행하며, 한국철도공사에서 임차한 120000호대 22편성과 에스알이 자체 구매한 130000호대 10편성을 포함해 32편성으로 운행한다.

## 주요 업무내용
- 수서고속철도 수서역, 동탄역, 평택지제역 역무 관리와 시설 유지보수운영
- 철도운송사업, 연계운송사업, 관광사업 등 부대사업